# Bernard M. Oliver
Bernard M. Oliver (* 27. Mai 1916 in Soquel, Kalifornien; † 23. November 1995 in Los Altos Hills) war ein US-amerikanischer Wissenschaftler. Er studierte Elektrotechnik in Stanford und am Caltech, wo er 1940 seinen PhD. erwarb.
Von 1940 bis 1952 arbeitete er an den Bell Telephone Laboratories an der Entwicklung von Mikrowellen-Empfängern für Radar und Fernseh-Übertragung. Während des Zweiten Weltkriegs entwickelte er mit Claude Shannon und John R. Pierce die Puls-Code-Modulation. Von 1952 bis 1981 war er Forschungsdirektor des Hewlett Packard Labors, wo unter seiner Leitung der Taschenrechner HP-35 entwickelt wurde.
Er leitete das SETI-Projekt und war der geistige Vater des Project Cyclops.
Oliver wurde 1973 in die National Academy of Sciences gewählt, 1986 wurde ihm die National Medal of Science verliehen und 2004 wurde er in der National Inventors Hall of Fame aufgenommen. Nach ihm ist der Asteroid (2177) Oliver benannt.